# Øystein Grødum
Øystein Grødum (* 15. února 1977 Arendal) je norský rychlobruslař.
V roce 1998 se představil v jednom závodu Světového poháru, pravidelně se SP začal účastnit o rok později. Na světových šampionátech debutoval v roce 2001 na Mistrovství světa na jednotlivých tratích. V sezóně 2004/2005 zvítězil v celkovém hodnocení Světového poháru na dlouhých tratích 5000 m / 10 000 m. Zúčastnil se Zimních olympijských her 2006 (5000 m – 8. místo, 10 000 m – 4. místo, stíhací závod družstev – 4. místo). Na Mistrovství světa na jednotlivých tratích 2008 obsadil v závodě na 10 km čtvrté místo, což je jeho nejlepší umístění na světových šampionátech. Na mezinárodní scéně přestal startovat v roce 2012, od sezóny 2012/2013 se účastní pouze norských šampionátů a dalších místních závodů.
Jeho manželkou je fotbalistka Marit Fiane Grødumová.